# Все псы попадают в рай
«Все псы попадают в рай» (англ. All Dogs Go To Heaven) — ирландско-американско-британский мультфильм 1989 года, созданный студией «United Artists». Мировая премьера состоялась в США 17 ноября 1989 года.
Для озвучивавшей Энн-Мари девочки-актрисы Джудит Барси мультфильм стал последней работой: за год до премьеры 25 июля 1988 года 10-летняя Джудит и её мать были застрелены её отцом. Песня «Love Survives», чья мелодия является лейтмотивом всего мультфильма, была посвящена ей.

## Сюжет
Действие происходит в 1939 году в Новом Орлеане. Всё начинается с того, что псы Чарли и Чесун выбираются из собачьего приюта. После удачного побега они направляются в казино, которым владеют Чарли и его сообщник Тупорыл. Как выясняется позже, именно из-за Тупорыла Чарли попал в приют, и он задумывает убить Чарли, чтобы единолично всем владеть.
Обманом Тупорыл сводит счёты с Чарли, и тот после смерти попадает в рай. Там Чарли встречает ангела Аннабель, которая объясняет ему, что он умер и что все собаки в любом случае попадут сюда за врождённую чистоту души, а вот людям приходится стараться. Также она показывает, что у каждого здесь есть часы жизни. Возмущённый таким поворотом, Чарли решает отомстить Тупорылу и заново заводит собственные часы, хотя Аннабель предупреждает его, что если они сломаются, то он опять умрёт, но уже больше не попадёт в рай. После воскрешения Чарли разыскивает Чесуна и рассказывает ему свой план мести, но Чесун в страхе сообщает, что у Тупорыла в казино обитает некое чудовище. Друзья проникают в казино и обнаруживают, что «чудовищем» является шестилетняя девочка-сирота по имени Анни-Мари. Она умеет понимать животных и помогает Тупорылу узнавать победителей забегов, а он наживается на ставках. Решив разбогатеть за счёт Анни-Мари, Чарли забирает её с собой, пообещав найти ей родителей и отдавать часть денег бедным.
Чтобы сделать первую ставку, Чарли крадёт у молодой супружеской пары бумажник и идёт на лошадиные скачки, перед этим расспросив Анни-Мари. Далее идёт череда выигрышей в подобных забегах со ставками, и Чарли быстро богатеет. На полученные деньги Чарли и Чесун строят собственное казино. Тем временем Анни-Мари начинает понимать, что Чарли не собирается искать ей родителей и помогать бедным, и хочет уйти. Чарли удерживает девочку и вместе с ней навещает Фло — одинокую колли со сворой голодных щенков. Анни-Мари перестаёт сомневаться, пока не находит украденный бумажник. На следующий день она сама отправляется к той паре вернуть его, и супруги, узнав, что она сирота, обговаривают возможность её удочерить. Тем временем Тупорыл приходит в ярость от того, что Чарли жив, да ещё использует «принадлежащую» ему Анни-Мари. Чарли приходит к дому супругов, и ему удаётся зазвать Анни-Мари с собой, однако на обратной дороге их встречают Тупорыл и его головорезы. Сбежав от них, Чарли и Анни-Мари попадают в плен к крысам, которые решают скормить их аллигатору. Вой Чарли так ему нравится, что он отпускает «обладателя прекрасного голоса» на волю. Тут у Анни-Мари начинается пневмония, и Чарли уносит её к Фло.
В поисках Чарли Тупорыл наведывается в новопостроенное казино, где в это время находится Чесун. После неудачного допроса Тупорыл его избивает и сжигает казино. Анни-Мари становится всё хуже, и тут в дом Фло прибегает Чесун. Он рассказывает Чарли о случившемся и умоляет его уйти в тень, бросив девочку, на что Чарли отвечает отказом. Чесун обвиняет его в том, что он к ней привязался, и Анни-Мари случайно слышит, как Чарли лжёт, будто ему всё равно. От обиды она убегает прочь, и её хватает Тупорыл. Чарли бросается вслед за ней, и в завязавшейся драке его вой слышит знакомый аллигатор. Он приходит к нему на помощь и съедает Тупорыла. Когда Анни-Мари падает в воду, Чарли прыгает на глубину с целью её вытащить. К несчастью, при этом часы, поддерживающие в нём жизнь, останавливаются, но он успевает спасти Анни-Мари. Через некоторое время дух Чарли приходит к спящей подруге, чтобы попрощаться, и просит её позаботиться о Чесуне. Её удочерила супружеская пара, и она и Чарли трогательно говорят друг другу последние слова перед разлукой (но при этом Чарли не рассказывает, почему он уходит от девочки). После этого Аннабель, показавшись здесь чуть ранее, в награду за жертву отправляет Чарли в рай. В конце Чарли с улыбкой наблюдает за Тупорылом, заводящим свои часы, и, судя по всему, считает, что тот при повторной жизни так же изменится к лучшему.

## Производство
Самая первая идея для фильма появилась у Дона Блута после окончания работы над мультфильмом «Секрет крыс». Изначально сюжет повествовал о собаке-частном детективе, и мультфильм представлял собой киноальманах, состоящий из трёх историй. Персонаж немецкой овчарки задумывался специально для Барта Рейнольдса. Однако первая студия Блута, Don Bluth Productions, переживала финансовые проблемы и была вынуждена объявить о банкротстве, так что идее не суждено было выйти за рамки эскизов. Концепт был возрождён в октябре-декабре 1987 года. Они придумали название мультфильма — «Все псы попадают в рай» и вдохновлялись такими кинокартинами, как «Маленькая мисс Маркер», «Эта прекрасная жизнь» и «Парень по имени Джо». Название было взято из книги, которую Блуту читали в четвёртом классе. Режиссёр напрочь отказывался от предложений изменить его, утверждая, что ему нравится подобный «провокационный» заголовок и как люди реагируют на такое название до просмотра самого фильма.

## Главные герои
- Чарли Б. Баркин (англ. Charlie B. Barkin, озвучивает Берт Рейнольдс) — метис немецкой овчарки с дворнягой.
- Итчи Итчифорд (Чесун) (англ. Itchy Itchiford, озвучивает Дом Делуиз) — такса; лучший друг Чарли.
- Анни-Мари (англ. Ann-Marie, озвучивает Джудит Барси) — шестилетняя девочка-сирота.
- Уиппет (Аннабель) (англ. Whippet Angel (рус. Ангел-Борзая), озвучивает Мельба Мур) — ангел из собачьего Рая, представленный в виде собаки породы уиппет. В продолжении получает имя Аннабель.
- Фло (англ. Flo) — колли, живущая со сворой голодных щенков.
- Карфэйс Карузэрс (Тупорыл) (англ. Carface, озвучивает Вик Тэйбек) — бульдог. Бывший партнёр Чарли по бизнесу и главный антагонист фильма. Жестокий, подлый и бесчестный.
- Киллер (Убийца) (англ. Killer, озвучивает Чарльз Нельсон Рейли) — дворняга. Преданный раб Карфэйса.

## Выход на видео
В США в 1990 году мультфильм выпущен компанией «MGM/UA Home Video» на VHS, позже и на Laserdisc. В 1996 году мультфильм был повторно выпущен компанией «Metro-Goldwyn-Mayer Home Entertainment».

## Сборы
При бюджете в 14 миллионов долларов сборы в США составили 27 100 027 долларов.